# 7648 Tomboles
7648 Tomboles (tên chỉ định: 1989 TB1) là một tiểu hành tinh vành đai chính. Nó được phát hiện bởi Yoshikane Mizuno và Toshimasa Furuta ở Kani, Gifu Prefecture, Nhật Bản, ngày 8 tháng 10 năm 1989. Nó được đặt theo tên Tom Boles.